# عقرب سوطي طوقي
عقرب سوطي طوقي (الاسم العلمي: Thelyphonus sepiaris) هي نوع من العنكبوتيات يتبع جنس العقرب السوطي من الفصيلة العقارب السوطية.